# Eva Meckbach

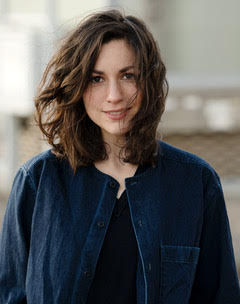
Eva Meckbach, 2022

Eva Meckbach (* 26. Januar 1981 in Seeheim-Jugenheim) ist eine deutsche Schauspielerin sowie Hörspiel- und Hörbuchsprecherin.

## Werdegang

### Ausbildung und Theater
Meckbach nahm von 2000 bis 2001 am Bochumer Theaterprojekt Theater Total teil. Ihre Schauspielausbildung absolvierte sie von 2003 bis 2007 an der Universität der Künste Berlin.
Von 2006 bis 2019 und ab der Spielzeit 2024/25 gehört sie zum festen Ensemble der Schaubühne. 2015 erhielt Eva Meckbach mit dem Ensemble für das Stück Tartuffe, inszeniert von Michael Thalheimer, den Russischen Theaterpreis Goldene Maske sowie den Prix de critique de L'Association québécoise des critiques de théatre (Montreal 2015).

### Film, Fernsehen und Hörbuch
Nachdem Meckbach 2008 für Episoden der Krimiserien Im Namen des Gesetzes und KDD – Kriminaldauerdienst erstmals vor der Kamera stand, spielte sie 2012 in Hans-Christian Schmids Kino-Filmdrama Was bleibt die Rolle der Tine Gronau an der Seite von Lars Eidinger und Corinna Harfouch. In den Jahren 2013 und 2014 war sie in den beiden Folgen des Erfurter Tatort-Ermittlerteams Funck, Schaffert und Grewel in einer Nebenrolle als Nachbarin Marie des von Friedrich Mücke dargestellten Kommissars Henry Funck zu sehen. Seitdem steht sie regelmäßig in Film- und Fernsehproduktionen vor der Kamera. Sie übernahm wiederholt Gastrollen in verschiedenen Fernsehserien- und reihen, u. a. in Der Kriminalist, Ein starkes Team, Familie Dr. Kleist  und Alarm für Cobra 11 – Die Autobahnpolizei. 2019 spielte als Kriminalhauptkommissarin Nadine Keller neben Sylvester Groth die Hauptrollen in der Netflix-Serie Criminal.
Für ihre Rolle der jungen Kölner Staatsanwältin Alina Behrens in der Filmsatire Der König von Köln (Regie: Richard Huber, WDR 2019) erhielt sie 2020 den Sonderpreis für herausragende darstellerische Ensemble-Leistung beim Fernseh- und Filmfestival Baden-Baden sowie den Publikumspreis der Marler Gruppe. 2021 spielte sie neben Michael A. Grimm und Gaby Dohm eine der Hauptrollen in Filippos Tsitos’ Fernsehfilm Tanze Tango mit mir.
Im August 2022 war sie als Vera in der Hauptrolle der sechsteiligen ZDFneo-Serie Decision Game zu sehen. Seit September 2022 verkörpert Meckbach in der ARD-Fernsehkrimireihe Lost in Fuseta, basierend auf der gleichnamigen Romanreihe, die Hauptrolle der Subinspektorin Graciana Rosado an der Seite von Jan Krauter und Daniel Christensen. Anfang September 2022 wurde der Fernsehzweiteiler Lost in Fuseta – Ein Krimi aus Portugal gesendet. Die Erstausstrahlung der zweiteiligen Fortsetzung Spur der Schatten erfolgte Anfang April 2024 auf Das Erste.
Eva Meckbach betätigt sich neben der Arbeit auf der Bühne und vor der Kamera regelmäßig als Hörspiel- und Hörbuchsprecherin. 2019 wurde sie als Beste Interpretin für das Hörbuch von Deutsches Haus der Autorin Annette Hess mit dem Deutschen Hörbuchpreis ausgezeichnet.

### Privatleben
Eva Meckbach wuchs in Heidenheim an der Brenz auf. 2021 startete Meckbach zusammen mit Karin Hanczewski und Godehard Giese die Initiative #ActOut, in der sich 185 lesbische, schwule, bisexuelle, queere, nicht-binäre und trans* Schauspieler im SZ-Magazin für queere Sichtbarkeit in der Film-, Fernseh- und Theaterbranche aussprachen.

## Theater (Auswahl)
- 2006: Susie in Liebe ist nur eine Möglichkeit. Regie: Thomas Ostermeier, Schaubühne.
- 2006: Hermia in Ein Sommernachtstraum frei nach William Shakespeare. Regie/Choreographie: Thomas Ostermeier und Constanza Macras, Schaubühne.
- 2007: Ältere Schwester ego in stoning mary. Regie: Benedict Andrews, Schaubühne.
- 2007: Christine Marlowe in Roomservice. Regie: Thomas Ostermeier, Schaubühne.
- 2008: Anja in Der Kirschgarten von Tschechow, Regie: Falk Richter, Schaubühne.
- 2008: Mieze in Der Stein von Marius von Mayenburg, Regie: Ingo Berk, Koproduktion der Salzburger Festspiele mit der Schaubühne Berlin.
- 2008: Kadmos und Kreon in Der Sonne und dem Tod kann man nicht ins Auge sehen von Wajdi Mouawad, Regie: Dominique Pitoiset, Schaubühne.
- 2009: Natalie Voss in Die Tauben von David Gieselmann, Regie: Marius von Mayenburg, Schaubühne.
- 2009: Eunice in Endstation Sehnsucht von Tennessee Williams, Regie: Benedict Andrews, Schaubühne.
- 2009: Kriemhild in Die Nibelungen, Regie: Marius von Mayenburg, Schaubühne.
- 2009: Prostituierte/Minna/Cilly/Mieze in Berlin Alexanderplatz, Regie: Volker Lösch, Schaubühne.
- 2010: Eva in Perplex von Marius von Mayenburg, Schaubühne.
- 2011: Tatjana in Eugen Onegin von Alexander Puschkin, Regie: Alvis Hermanis, Schaubühne.
- 2012: Erika Roth in Märtyrer von Marius von Mayenburg, Schaubühne.
- 2012: Katharina in Ein Volksfeind von Henrik Ibsen, Regie: Thomas Ostermeier, Schaubühne[14]
- 2013: Beatrice in Viel Lärm um Nichts von William Shakespeare, Regie: Marius von Mayenburg, Schaubühne.
- 2014: We Are Golden, Liederabend in Eigenregie, Schaubühne
- 2014: 2666 von Roberto Bolaño, Regie: Àlex Rigola, Schaubühne.
- 2015: Königin Elisabeth, Richard III. Shakespeare, Regie: Thomas Ostermeier, Schaubühne
- 2015: Nachtasyl von Maxim Gorki, Regie: Michael Thalheimer, Schaubühne
- 2015: Ungeduld des Herzens nach Stefan Zweig, Regie: Simon McBurney, Schaubühne
- 2016: Professor Bernhardi von Arthur Schnitzler, Regie: Thomas Ostermeier, Schaubühne
- 2018: HeSheMeFree von Patrick Wengenroth und Ensemble, Schaubühne
- 2020: Ingrid in Katzelmacher von Rainer Werner Fassbinder, Regie: Michael Thalheimer, Berliner Ensemble[15]

## Filmografie (Auswahl)
- 2008: Im Namen des Gesetzes (Fernsehserie, Folge Der Tod kommt zweimal)
- 2008: KDD – Kriminaldauerdienst (Fernsehserie, Folge Aufbruch)
- 2012: Was bleibt
- 2013: Tatort: Kalter Engel (Fernsehreihe)
- 2014: Tatort: Der Maulwurf (Fernsehreihe)
- 2014, 2020: Der Kriminalist (Fernsehserie, 2 Folgen)
- 2015: Richard III (Fernsehfilm)
- 2016: Ein starkes Team: Knastelse (Fernsehreihe)
- 2016: Wunschkinder (Fernsehfilm)
- 2016: Familie Dr. Kleist (Fernsehserie, Folge Spätzünderin)
- 2016: Alarm für Cobra 11 – Die Autobahnpolizei (Fernsehserie, Folge Operation Midas)
- 2018: Macht euch keine Sorgen! (Fernsehfilm)
- 2019: Tatort: Falscher Hase (Fernsehreihe)
- 2019: Criminal: Deutschland (Netflix-Serie)
- 2019: Der König von Köln (Fernsehfilm)
- 2019: Rampensau (Fernsehserie, 10 Folgen)
- 2021: Tanze Tango mit mir (Fernsehfilm)
- 2021: Loving Her (Fernsehserie, Folge Loving Josephine)
- 2021: Die Luft zum Atmen (Fernsehfilm)
- 2022: Decision Game (Fernsehserie, 6 Folgen)
- seit 2022: Lost in Fuseta (Fernsehreihe)
  - 2022: Lost in Fuseta – Ein Krimi aus Portugal (Zweiteiler)
  - 2024: Lost in Fuseta – Spur der Schatten (Zweiteiler)
- 2022: Friesland: Unter der Oberfläche (Fernsehreihe)

## Hörbücher / Hörspiele (Auswahl)
- 2007: Anna Opel: Guten Morgen, du Müde. Berufstätige Mütter erzählen – Komposition: Alcalica. Regie: Patrick Conley (Dokumentarhörspiel)[16]
- 2009: Jean-Claude Kuner: Ich muss auf einen Sprung weg – Regie: Jean-Claude Kuner (Hörspiel – DKultur)
- 2010: Wenn ich bleibe, Hörbuch, Gayle Forman, Verlag: Steinbach sprechende Bücher
- 2011: Jenny Reinhardt: Lina, König Faunfaun und der Bart des Katers – Regie: Klaus-Michael Klingsporn (Kinderhörspiel – DKultur)[17]
- 2013: Quasikristalle, Hörbuch, Eva Menasse, Argon Verlag
- 2013: Hans Zimmer: Tauben fliegen nur nach Hause – Regie: Christine Nagel (Kinderhörspiel – DKultur)
- 2014: Tom Peukert: Autsystem (Philine Berger) – Regie: Nikolai von Koslowski (Radio-Tatort – RBB)
- 2014: Tom Peuckert: Klassiker Europas – Regie: Oliver Sturm (Literarische Séance – RBB)
- 2015: Joachim Ringelnatz: …liner Roma (Miezko) – Bearbeitung und Regie: Thomas Gerwin (Hörspiel – RBB)
- 2015: Die Listensammlerin, Hörbuch von Lena Gorelik, Argon Verlag
- 2015: Das Gegenteil von Einsamkeit, Hörbuch von Marina Keegan, Argon Verlag
- 2017: Die Leute von Privileg Hill, Hörbuch von Jane Gardam, Verlag: Hörbuch Hamburg
- 2017: Mudbound, Hörbuch von Hillary Jordan, Hörbuch Hamburg
- 2017: Aquarium, Hörbuch von David Vann, Regie: Christian Brückner, Parlando Verlag
- 2018: Deutsches Haus, Hörbuch von Annette Hess, Regie: Vera Teichmann, Hörbuch Hamburg
- 2018: Christin und ihre Mörder – Regie: Nikolai von Koslowski (Podcast-Serie – RBB)
- 2019: Die Zeuginnen, Hörbuch von Margaret Atwood, Verlag: Hörbuch Hamburg
- 2019: Kleiner Drei – Skript und Regie: Josef Ulbig, (Hörspiel – Lauscherlounge GmbH)
- 2022: WO DIE WÖLFE SIND, Hörbuch von Charlotte McConaghy, Verlag: Argon Verlag, ISBN 978-3-8398-1965-4
- 2022: Sexuelle Revolution von Laurie Penny, speak low Hörverlag[18]
- 2023: Tia Morgen: DESIRE. Über Sex, Arbeit und queeres Begehren – Regie: Tia Morgen und Tara Afsah (Hörspiel-Serie – WDR)[19]

## Auszeichnungen und Nominierungen
- 2012: Internationales Theaterfestival Stettin, Beste Schauspielerin für Märtyrer, Regie: Marius von Mayenburg[20]
- 2015: Goldene Maske für Tartuffe[5]
- 2015: Prix de critique de L'Association québécoise des critiques de théatre (Montréal) für Tartuffe[6]
- 2017: Nominierung, Deutscher Hörbuchpreis 2017, Beste Interpretin für Aquarium von David Vann
- 2019: Preisträgerin Deutscher Hörbuchpreis 2019 als Beste Interpretin für Deutsches Haus von Annette Hess[21]
- 2020: Sonderpreis für herausragende darstellerische Ensemble-Leistung beim Fernsehfilmfestival Baden-Baden für Der König von Köln